# Agarista duckei
Agarista duckei é uma espécie de plantas com flores. Foi descrita pela primeira vez por Huber e recebeu o nome exato por Walter Stephen Judd. Agarista duckei pertence ao gênero Agarista, e é uma família das Ericaceae.
Este tipo de planta pode ser encontrado em:
- Colômbia
  - Departamento de Guainía
- norte do Brasil
  - Estado do Pará
- ser esperado na Guiana
- Venezuela
  - Departamento do Amazonas
  - Estado de Bolívar

Não há tipos listados como este.